# Buscant el Sr. Goodbar
Buscant el Sr. Goodbar (títol original en anglès: Looking for Mr. Goodbar) és una pel·lícula estatunidenca dirigida per Richard Brooks, estrenada el 1977 i doblada al català.

## Argument
Als anys 1970, una professora per a sords, soltera i sensata en aparença, s'aventura cada nit als barris calents cercant experiències sexuals desenfrenades i sense demà amb tota mena de marginats.

## Repartiment
- Diane Keaton: Theresa Dunn
- Tuesday Weld: Katherine
- William Atherton: James
- Richard Kiley: Mr. Dunn
- Richard Gere: Tony Lo Porto
- Alan Feinstein: Martin
- Tom Berenger: Gary
- Priscilla Pointer: Mrs. Dunn
- Laurie Prange: Brigid
- Joel Fabiani: Barney
- Julius Harris: Black Cat
- Richard Bright: George
- LeVar Burton: Cap Jackson
- Marilyn Coleman: Mrs. Jackson
- Carole Mallory: Marvella